# André Gide
André (Paul Guillame) Gide (n. 22 noiembrie 1869, Paris, Franța – d. 19 februarie 1951, Paris, Franța) a fost un scriitor, umanist și eseist francez, laureat al premiului Nobel pentru literatură în anul 1947.

## Motivația Juriului Nobel
„ pentru scrierile sale pline de înțelegere și semnificative din punct de vedere artistic, în care problemele și condiția omului au fost înfățișate cu o cutezătoare dragoste de adevăr și o subtilă intuiție psihologică”.

## Tinerețea și rădăcinile sale
Gide a fost unicul fiu al lui Paul Gide și al soției sale, Juliette Rondeaux. Tatăl său se trăgea dintr-o familie de hughenoți din sudul Franței, mama sa, de ascendență normandă, chiar dacă crescuse și fusese educată în religia protestantă, aparținea unei familii Romano-catolice, stabilită la Rouen. Când Gide a împlinit 8 ani a fost trimis la Școala Alsaciană din Paris, dar educația sa a fost întreruptă de atacuri de natură nevrotică. După moartea prematură a tatălui său în 1880, mama sa a preluat frâiele educației sale, a fost dat pe mâna unei guvernante indiferente și a unor institutori. În perioada cât a locuit în Rouen Gide s-a atașat puternic de verișoara sa, Madeleine Rondeaux.
Gide s-a întors la Școala Alsaciană pentru a-și pregăti examenul de bacalaureat, și după ce l-a trecut în 1889, și-a dedicat viața scrisului, muzicii și călătoriilor. Prima sa operă a fost un studio al unei tinereți neliniștite intitulat Les Cahiers d’André Walter (1891) (Caietele lui André Walter). Scris la persoana întâi, ca majoritatea operelor sale de mai târziu, ea împrumută elementele confesiunii, cea care avea să-i aducă lui Gide faima care l-a consacrat.

## Perioada simbolistă
În anul 1891 un coleg de școală, scriitorul Pierre Louÿs, l-a introdus în cercul După-Amiezelor de Marți, patronat de poetul simbolist Stéphane Mallarmé iar pentru o vreme opera sa a fost influențată de ideile curentului simbolist. Operele sale Traité de Narcisse (1891) (Narcis), Le Voyage d’Urien (1893) (Călătoria lui Urien), și La Tentative amoureuse (1893) (Tentativa dragostei) aparțin toate acestei perioade. În 1893 Gide întreprinde prima sa călătorie în Africa, sperând că va scăpa astfel de restricțiile impuse de o severă educație protestantă. Contactul său cu lumea arabă l-a ajutat să se elibereze de convențiile sexuale și culturale ale epocii victoriene, recunoscută pentru puritanismul său excesiv. A rezultat o revoltă in statu nascendo împotriva propriilor înclinații homosexuale, existente la modul latent.
Poemul în proză Roadele pământului (1897) reflectă eliberarea sa din angoasele păcatului și acceptarea propriilor impulsuri, indiferent cât de neconvenționale ar fi fost acestea. Cu toate acestea, după întoarcerea la Paris, relaxarea aceasta s-a pierdut total, căci scriitorul s-a întors în saloanele pariziene, extrem de "înțepate". Va satiriza acest mediu în povestirea Paludes (Mlaștini) (1894) - o minunată parabolă a animalelor, care, deoarece locuiesc în peșteri întunecate sfârșesc prin a-și pierde vederea și a orbi. În 1894 Gide s-a reîntors în Africa de Nord unde a întâlnit cuplul format din Oscar Wilde și Lord Alfred Douglas, care l-au încurajat să-și recunoască homosexualitatea ascunsă cu mare grijă. A fost rechemat în țară din pricina bolii mamei sale; aceasta a murit în luna mai 1895. În luna octombrie 1895 Gide s-a căsătorit cu vara sa, Madeleine, care anterior îi refuzase cererea în căsătorie. În 1896 a fost ales primar al comunei La Roque - era în acel timp, la doar 27 de ani, cel mai tânăr primar francez. Deși și-a luat misiunea în serios a reușit să termine Fructele pământului în 1897 și nu a avut prea mare succes, deși după cel de-al Doilea Război Mondial a fost considerat cel mai influent dintre textele autorului. Se pare că generația de cititori se schimbase iar modul de valorizare a textului era diferit.

## Anii de maturitate

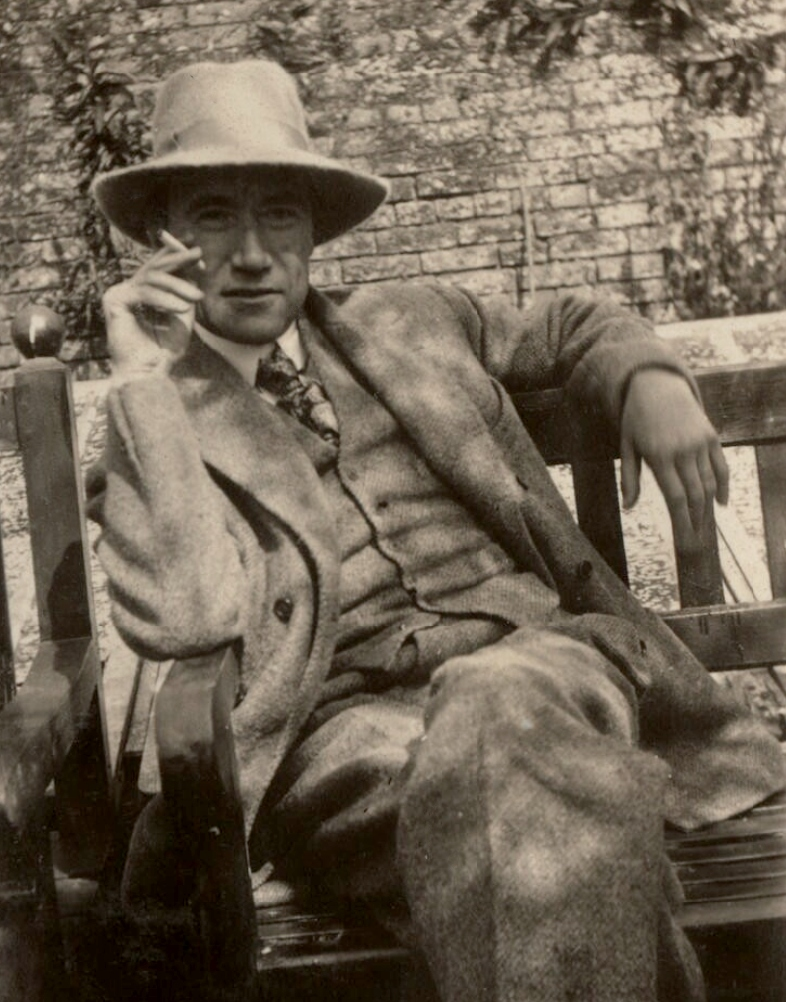
André Gide în 1920

Cu Prométhée mal enchaîné (1899) (Prometeu rău înlănțuit), Gide se întoarce la stilul său satiric din Călătoria lui Urien și Mlaștini, care constituie ultima încercare de a descoperi valorile individuale. Operele scrise în această perioadă fac parte din zona cea mai bogată în sensuri a creației sale. L'Immoraliste (1902) (Imoralistul), La Porte étroite (1909)(Poarta îngustă) și La Symphonie pastorale (1919) (Simfonia pastorală) reflectă încercarea lui Gide de obține armonia în familia sa și de studiere a relațiilor interumane. Ele marchează și un pas semnificativ în privința interesului pentru problemtica psihologică. Imoralistul și Poarta îngustă au fost scrise sub forma unor proze, cărora Gide le dă numele de "récit" adică în aparență povestiri de o simplitate studiată dar foarte ironice în care un narator la persoana întâi revelează ambiguitățile morale înnăscute ale vieții cu ajutorul unor amintiri. În aceste opera Gide realizează niște capodopere ale construcției clasice și folosește un stil pur, foarte simplu. În viața sa în această perioadă Gide trece printr-o perioadă de angoasă și de adânci suferințe sufletești.
Deși dragostea pentru Madeleine i-a oferit ceea ce el numea "orientarea sa mistică", s-a descoperit a fi incapabil de a avea o relație apropiată și permanentă cu aceasta, de a-și reconcilia dragostea cu setea lui permanentă de libertate și cu pornirile sale interioare sau cu setea sa insațiabilă de experiențe noi. Les Caves du Vatican (1914) (Pivnițele Vaticanului) marchează tranziția la a doua fază a carierei lui Gide. El a numit acest text o șotie, prin care desemna o operă satirică ale cărei personaje cam nebunatice sunt tratate în maniera unei farse în interiorul unei structuri narative absolute neconvenționale. Aceasta a fost de altfel prima sa operă cu caracter anticlerical.

## Criticul literar și eseistul
La începutul anilor 1900 Gide a început să fie cunoscut și în calitatea sa de critic literar și de eseist și în 1908 s-a aflat printre oamenii de cultură care au fondat faimoasa revistă literară La Nouvelle Revue Française, cea care a dat contur și personalitate literaturii franceze până la declanșarea Primului Război Mondial. În jurul revistei s-a creat o adevărată emulație și a apărut și editura N.R.F., care publica literatură franceză contemporană și care avea să se transforme în prestigioasa editură Gallimard. În timpul războiului, Gide a lucrat la Paris, inițial pentru Crucea Roșie, apoi într-o casă de convalescență pentru soldați, iar apoi a adăpostit în casa sa refugiați de război. În 1916 s-a reîntors la Cuverville, casa sa după căsătorie și s-a reapucat de scris. Războiul i-a amplificat dramele interioare și în 1916 începuse deja să scrie un al doilea Jurnal (publicat in 1916 sub titlul Numquid et tu?) în care a înregistrat căutarea sa permanentă a lui Dumnezeu. În final, incapabil să iasă din această dilemă, exprimată prin declarația "Catolicismul este inadmisibil, protestantismul este intolerabil, dar cu toate acestea mă simt creștin până în măduva oaselor"), s-a hotărât să-și construiască o etică proprie, prin care să transforme simțul vinovăției în Eul său cel mai profund. Acum, din dorința de rupe orice legătură de trecut, și-a început autobiografia intitulată, Si le grain ne meurt (1926) (Dacă totul moare), o narațiune a propriei sale vieți, din copilărie până în epoca acestei maturități creatoare. În 1918 amiciția cu tânărul Marc Allégret a produs cea mai serioasă criză din căsnicia sa, în care soția sa într-un atac de gelozie a distrus cea mai dragă posesiune a lui Gide, scrisorile trimise ei în perioada lor de corespondență îndrăgostită.

## După război
După război tumultul său sufletesc s-a mai liniștit și scriitorul a început să capete figura liniștită din pozele realizate la bătrânețe. A luat decizia să-și admită diferența și a scris în 1918 Corydon (un dialog Socratic în apărarea homosexualității, anunțat încă din autobiografia sa). Publicarea lui Corydon în 1924 a fost dezastruoasă iar Gide a fost atacat chiar și de cei mai apropiați dintre prietenii săi. Gide a scris în această epocă singurul său roman recunoscut ca atare de scriitor, Les Faux-Monnayeurs (1926) (Falsificatorii de bani). El înțelegea prin asta că prin scop, dimensiuni și intenții narațiunea aceasta era diferită de celebrele sale șotii. E o construcție complexă și intricată în care rudele sau profesorii unui grup de adolescenți exercită atitudini corupătoare, atât în săli de clase cât și în exteriorul lor. Falsificatorii de bani reia toate temele preferate ale lui Gide printr-o progresie de scene, prin care acesta dorea să exprime structura fracturată a unei zile reale.
În 1925 Gide călătorește din nou în coloniile franceze din Africa ecuatorială. La întoarcere va publica Voyage au Congo (1927) (Călătorie în Congo), în care critic dur politica Franței coloniale. Gide se implică activ în politică iar umanismul său se manifestă prin aceste luări de poziție în favoarea celor obidiți. Pentru un timp va crede și în comunism, în 1936 va vizita Uniunea Sovietică, și, deși se declară inițial încântat de cele văzute va reveni asupra impresiilor inițiale în alte două cărți, în care își exprima deziluzia față de stalinism, și anume în volumele Retour de l'U.R.S.S. (1936) (Întoarcerea din URSS) și Retouches à mon retour de l'U.R.S.S. (1937) (Post-scriptum la Intoarcerea din U.R.S.S.).

## Opera de senectute
În 1938 soția lui Gide, Madeleine, a murit. După o lungă perioadă de separare, boala ei îi reduce împreună. Pentru scriitor ea fost marea sa dragoste. Odată cu izbucnirea celui de-al Doilea Război Mondial, Gide a început să aprecieze valorile tradiționale și să aprecieze trecutul. Din 1942 și până la sfârșitul războiului Gide va locui în Africa. Aici scrie piesa de teatru Tezeu, a cărei intrigă simbolizează chiar această întoarcere a lui Gide către trecut, căci Tezeu se poate reîntoarce la Ariadna doar pentru că este agățat de firul subțire al tradiției. În iunie 1947 Gide a obținut primul său titlu onorific, cel de doctor în litere la Universitatea din Oxford. În același an, în luna noiembrie, i se acordă Premiul Nobel pentru Literatură. În 1950 va publica ultimul volum din Jurnal, o înregistrare a vieții sale din 1889 și până la vârsta de 80 de ani. Jurnalul acesta, cu peste un million de cuvinte este o narațiune în care a înregistrat experiențe, impresii și crize morale, pe o perioadă care depășește 60 de ani și constituie un document de o bogăție sufletească extraordinară. După publicarea sa Gide a renunțat complet la scris.

## Clasic al literaturii universale
Gide a militat pentru cunoașterea de sine și sinceritate iar această credință a fost îmbogățită de umanismul său și de apelul continuu la toleranță pe care l-a susținut prin intermediul întregii sale opere. Deși a fost o figură literară nu lipsită de controverse în plan biografic, Gide a fost considerat un spirit revoluționar, care a sprijinit deschis calea libertății individuale și a sfidat principiile moralității înguste, mic burgheze.
Încă înainte de moartea sa a fost recunoscut în unanimitate drept un umanist și un moralist în descendența vechii tradiții a moraliștilor francezi din secolul al XVII-lea. Caracterul nobil și puritatea și înălțimea stilului său i-au asigurat un loc în Panteonul literaturii franceze, dar și universale din toate timpurile.

## Antologii
- Oeuvres complètes, 15 volume (1932-39; index, 1954)
- Romans, récits et soties, oeuvres lyriques (Romane, povestiri și șotii, opere lirice) (1958)
- Théâtre (Teatru) (1947)

## Volume publicate
- Les Cahiers d'André Walter (Caietele lui André Walter) (1891)
- Le Traité du Narcisse (Tratatul lui Narcis) (1891)
- Les Poésies d'André Walter (Poeziile lui André Walter) (1892)
- La Tentative amoureuse (Tentativa amoroasă) (1893)
- Le Voyage d'Urien (Voiajul lui Urien) (1893)
- Les Nourritures terrestres (Fructele pământului) (1897)
- El Hadj (1899)
- Amyntas (1906)
- Le Retour de l'enfant prodigue (Întoarcerea fiului risipitor) (1907)
- Les Nouvelles Nourritures (Noile fructe ale pământului) (1935)

## Povestiri, fabule
- Paludes (Mlaștini) (1895)
- Le Prométhée mal enchaîné (Prometeu rău înlănțuit) (1895)
- L'Immoraliste (Imoralistul) (1902)
- La Porte étroite (Poarta îngustă) (1905)
- Isabelle (1911)
- Les Caves du Vatican (Pivnițele Vaticanului) (1914)
- La Symphonie pastorale (Simfonia pastorală) (1919)
- L'École des femmes (Școala femeilor) (1929)
- Robert (1929)
- Geneviève (1936)
- Thésée (Tezeu) (1946)

## Romane
- Les Faux-monnayeurs (Falsificatorii de bani) (1926)

## Drame
- Philoctète (Filoctet) (1899)
- Le Roi Candaule (Regele Candaules) (1901)
- Saül (1903)
- Bethsabé (Batșeba) (1912)
- Œdipe ("Oedip" în "Două legende: Oedip și Tezeu") (1931)
- Perséphone (1934)
- Le Treizième arbre (1935)
- Robert, ou l'intérêt général (Robert sau interesul general) (1944-45)
- Le Retour (1946)
- Les Caves du Vatican (1950), dramatizare a romanului omonim

## Critică literară
- Réflexions sur quelques points de littérature (1897)
- De l'influence en littérature (1900)
- Les limites de l'art (1901)
- Prétextes (Pretexte sau Pre-texte) (1903)
- Nouveaux prétextes (Noi pretexte) (1911)
- Dostoïevsky d'après sa correspondance (Dostoievsky din corespondeța lui) (1923)
- Incidences (1924)
- Le Journal des faux-monnayeurs (Jurnalul falsificatorilor de bani) (1926)
- Essai sur Montaigne (Eseu despre Montaigne) (1929)
- Divers (1931)
- Interviews imaginaires (Interviuri imaginare) (1943)
- Attendu que... (Așteptând...) (1943)
- L'Enseignement de Poussin (Învățătura lui Poussin) (1945)
- Poétique (1947)
- Préfaces (1948)
- Rencontres (1948)
- Éloges (1948)
- Notes sur Chopin (Note despre Chopin) (1948)

## Jurnale de călătorie
- Voyage au Congo (Călătorie în Congo) (1927) și Le Retour du Tchad (Întoarcerea din Ciad) (1928)
- Dindiki (1927)
- Retour de l'U.R.S.S. (Întoarcerea din U. R.S.S.)(1936)
- Retouches à mon retour de l'U.R.S.S. (Gânduri după întoarcerea din U.R.S.S.) (1937)
- Découvrons Henri Michaux (1941)
- Thésée (1946)
- Le retour (1946)
- Paul Valéry (1947)
- Le procès (1947)
- L'arbitraire (1947)
- Eloges (1948)
- Littérature engagée (1950)

## Jurnal intim
- Journal, 1889-1939 (1939); Journal, 1939-49

## Autobiografie
- Si le grain ne meurt

## Alte opere
- Feuilles de route 1895-1896 (Foi de călătorie) (1897)
- Lettres à Angèle (Scrisori Angelei) (1900)
- L'immoraliste (Imoralistul) (1902)
- De l'importance du public (Despre importanța publicului) (1903)
- Le retour de l'enfant prodigue (Întoarcerea fiului risipitor) (1907)
- Oscar Wilde (1910)
- Charles-Louis-Philippe (1911)
- C. R. D. N. (1911)
- Souvenirs de la Cour d'Assises (Amintiri de la Curtea cu Juri) (1914)
- Corydon (1920)
- Numquid et tu?... (1922)
- Incidences (1924)
- Si le grain ne meurt (1926)
- L'école des femmes (Școala femeilor) (1929)
- Essai sur Montaigne (Eseu despre Montaigne) (1929)
- Un esprit non prévenu (Un spirit neprevenit) (1929)
- La séquestrée de Poitiers (Sechestrata din Poitiers) (1930)
- L'affaire Redureau (Afacerea Redureau) (1930)

## Monografii
- Claude Jacques Mahias, La Vie d'André Gide (Viața lui André Gide) (1955)
- Jean Lambert, Gide familier (Gide familiar) (1958)
- Pierre de Boisdeffre, Vie d'André Gide (Viața lui André Gide), 1869-1951, 2 vol. (1970-71)
- Jean Delay, La Jeunesse d'André Gide (Tinerețea lui André Gide), 2 vol. (1956-67)
- George D. Painter, André Gide: A Critical Biography (André Gide: o biografie critică) (1968)
- Jean Schlumberger, Madeleine et André Gide, 1956.
- Thomas Cordle, André Gide, (1993)
- Pierre Lepape, André Gide, Le messager, Paris, Seuil, 1997.
- Claude Martin, André Gide ou La vocation du bonheur. I, 1869-1911, Fayard, Paris, 1998.
- Roger Kempf, Avec André Gide, Paris, Grasset, 2000.

## Opere critice
- René Schwob, Le vrai drame d’André Gide (Adevărata dramă a lui André Gide), Paris, Éditions Grasset, 1932
- Roger Bastide, Anatomie d'André Gide, (Anatomia lui André Gide), Paris, PUF, 1972